# Janis Masuras
Janis Masuras (gr. Γιάννης Μασούρας, ur. 24 sierpnia 1996 w Patras) – grecki piłkarz grający na pozycji prawego obrońcy lub prawego pomocnika. Trzykrotny młodzieżowy reprezentant Grecji. 

## Kariera klubowa
W swojej karierze grał też w Panachaiki GE, AE Larisa, Olympiakosie SFP, Panioniosie GSS, Górniku Zabrze oraz Sparcie Rotterdam. W przerwie zimowej sezonu 2022/2023 wzmocnił szeregi występującej w Ekstraklasie Miedzi Legnica, dla której rozegrał 14 meczów i zdobył jedną bramkę w sezonie, który zakończył się spadkiem drużyny z ligi; sam Grek nie dograł rundy do końca, 19 maja 2023 Miedź Legnica poinformowała o rozwiązaniu umowy za porozumieniem stron.